# پریان جنوبگان
پریان جنوبگان یا پریان کبوتری (نام علمی: Pachyptila desolata) نام یک گونه از سرده پریان است.